# Имброска и Тенедоска епархия
Имброската и Тенедоска епархия (на гръцки: Ιερά Μητρόπολη Ίμβρου και Τενέδου) e епархия на Вселенската патриаршия, обхващаща двата острова в Бяло море Имброс (Гьочкеада) и Тенедос (Бозджаада). Титлата на епископа е Имброски и Тенедоски митрополит, ипертим и екзарх на Егейско море.

## История
Основните селища на Имброс са Панагия (на турски Имроз) в центъра му – седалище на митрополията и Кастро (на турски Калекьой) на северния бряг. През V век Имброс е част от Лемноската и Имброска епископия, подчинена на Коринтската митрополия. В IX век става архиепископия, а около 1010 – екзархия, директно подчинена на Патриаршията. В 1397 екзархията е закрита и Имброс става архиепископия, повишена в митрополия в XV век, преди падането на Константинопол в 1453 година.
Тенедос първоначално е най-северният остров в Родоската митрополия. В IX век става епископия на новооснованата Митилинска митрополия, която в началото на XIV век е повишена в митрополия - в 1354 година се споменава митрополит Йосиф Тенедоски. В 1368 година Тенедоската митрополия е присъединена към тракийската Перитеорийска. В 1383 година венецианците изселват 4000 тенедосци на Крит, Китира и Каристос и островът остава необитаван до овладяването му от османците в 1456 година. След това той е част от Митилинската митрополия до 22 януари 1925 година, когато е присъединена към Имброската, след като Лесбос остава в Гърция, а единствено населението на двата острова Имброс и Тенедос (заедно с константинополци) е изключено от обмена на население между Гърция и Турция в 1922 година.
Епархията граничи със Дедеагачката митрополия на север (остров Самотраки), Галиполската (Източна Тракия) и Дарданелската митрополия (Мала Азия) на изток, Митилинската митрополия (Лесбос) на юг и Лемноската (Лемнос) на запад.

## Митрополити
| Име         | Име                      | Управление                          | Забележка                                                | Години      |
| ----------- | ------------------------ | ----------------------------------- | -------------------------------------------------------- | ----------- |
| Игнатий     | Ιγνάτιος                 | март 1775 – януари 1793 †           |                                                          | ? – 1793    |
| Никифор II  | Νικηφόρος Τσέπελης       | януари 1793 – февруари 1825 †       |                                                          | ? – 1825    |
| Йосиф II    | Ιωσήφ                    | октомври 1825 - февруари 1835       | във варненски м.                                         | ? – ≥1860   |
| Неофит II   | Νεόφυτός                 | февруари 1835 – 1836 †              | от костурски м.                                          | ? – 1836    |
| Неофит III  | Νεόφυτός                 | 2 ноември 1836 – 10 януари 1853     | в струмишки м.                                           | ? – 1836    |
| Йоаникий    | Ιωαννίκιος               | 10 януари 1853 - 20 декември 1863   | от литицки а., уволнен                                   | 1790 - 1870 |
| Паисий II   | Παϊσιος Κουρεντής        | декември 1863 - 1 май 1873          | в митимнийски м.                                         | ? – 1904    |
| Никифор III | Νικηφόρος Γλυκάς         | 2 май 1873 - 23 март 1881           | в митимнийски м.                                         | 1819 – 1896 |
| Паисий II   | Παϊσιος Κουρεντής        | 23 март 1881 - 16 май 1902          | от митимнийски м., уволнен, 19 декември 1904 †           | ? – 1904    |
| Филотей     | Φιλόθεος Κωνσταντινίδης  | 18 май 1902 – 27 ноември 1904 †     | от филипийски м.                                         | ? – 1904    |
| Йоаникий II | Ιωαννίκιος Μαργαριτιάδης | 31 март 1905 – януари 1908 †        | от мъгленски м.                                          | 1840 – 1908 |
| Хрисостом   | Χρυσόστομος Καβουρίδης   | 31 юли 1908 – 14 юни 1912           | в пелагонийски м.                                        | 1870 – 1955 |
| Панарет     | Πανάρετος Πετρίδης       | 21 юни 1912 – февруари 1922 †       | от илиуполски м.                                         | ? – 1922    |
| Йоаким IV   | Ιωακείμ Καβύρης          | 24 февруари 1922 - 9 октомври 1924  | от амфиполски т.е. (5 ноември 1917), в икарийски м.      | 1880 – 1974 |
| Йоан        | Ιωάννης Βασιλικός        | 16 октомври 1924 — 23 март 1926     | от константийски т.е. (24 ноември 1909), във веленски м. | ? – 1941    |
| Яков II     | Ιάκωβος Παπαπαϊσίου      | 4 април 1926 — 27 май 1950          | в деркоски м.                                            | 1885 – 1980 |
| Мелитон     | Μελίτων Χατζής           | 30 ноември 1950 - 19 февруари 1963  | в илиуполски м.                                          | 1913 – 1989 |
| Николай     | Νικόλαος Κουτρουμπής     | 4 април 1964 - 15 февруари 1972     | в анейски м.                                             | 1903 – 1972 |
| Димитрий    | Δημήτριος Παπαδόπουλος   | 15 февруари 1972 - 16 юли 1972      | от елейски т.е. (9 август 1964), в константинополски п.  | 1914 – 1991 |
| Фотий       | Φώτιος Σαββαΐδης         | 2 септември 1972 - 5 септември 2002 | от тралски т.е. (28 юни 1959), в ираклийски м.           | 1924 – 2007 |
| Кирил       | Κύριλλος Δραγούνης       | 5 септември 2002 - 9 март 2020      | от селевкийски т. м. (27 октомври 1985)                  | 1942 –      |
| Кирил       | Κύριλλος Συκής           | 9 март 2020 -                       | от еритрейски т. е.                                      | 1963        |